# Гловацкий, Гавриил Владимирович
Гловацкий Гавриил Владимирович (25 марта 1866 — 17 октября 1939, Владивосток) — советский актер и режиссёр.
Выступать как актер начал в 1887 году на сцене Малого зала московского дворянского собрания. В 1892 году окончил театральную школу Федотова. С 1896 года начинает работу как режиссёр.
В 1910-х годах работал режиссёром Литературно-художественного театра в Петербурге.
После Октябрьского переворота откомандирован в Одессу. В 1918—1930 — среди организаторов первых советских театров в Одессе («Красный моряк», «Мороборона», «Северный театр», «Иструд», и Молодой украинский театр под руководством Леся Курбаса).
Преподавал в Одесской украинской драматической студии им. Марка Крапивницкого.
С 1930 работал в Якутии и на Дальнем Востоке — в Благовещенске, Петропавловске-Камчатском, Владивостоке.
Играл в спектаклях: «Власть тьмы» Льва Толстого (1918), «Боярыня» Леси Украинки, «Жорж Данден» Ж.-Б. Мольера (первая постановка на украинской сцене, 1922), «Платон Кречет» А. Корнейчука (1935).
Во времени работы в Одессе среди постановок — «Пугачевщина» Тренева.